# Bombardementen op Amsterdam-Noord

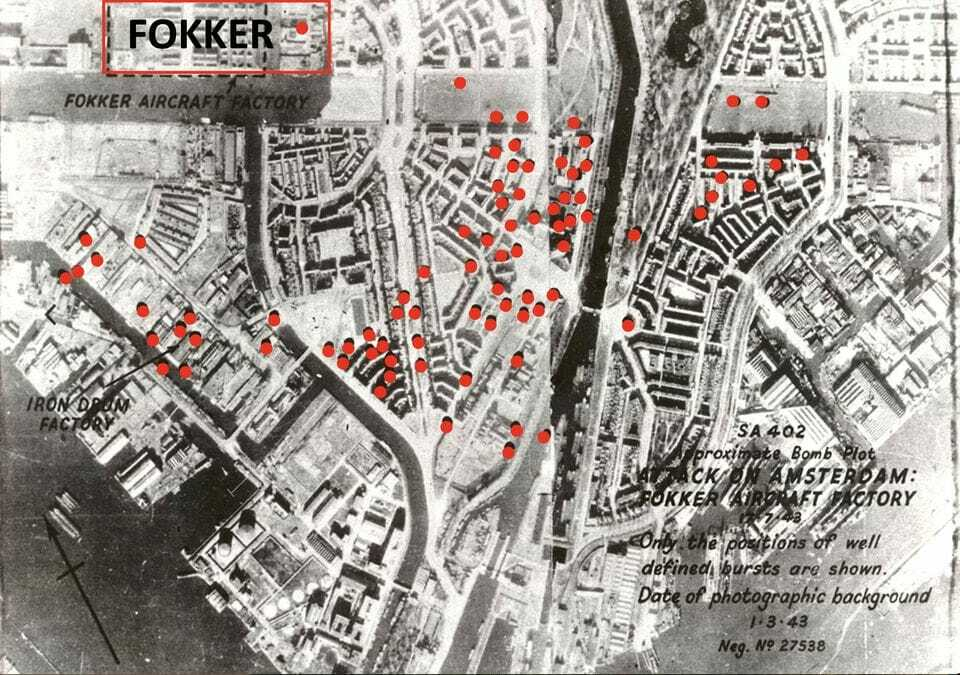
Locatie-overzicht van de bommen op Amsterdam-Noord. Alleen de goed gedefinieerde ontploffingen zijn met rood aangegeven.

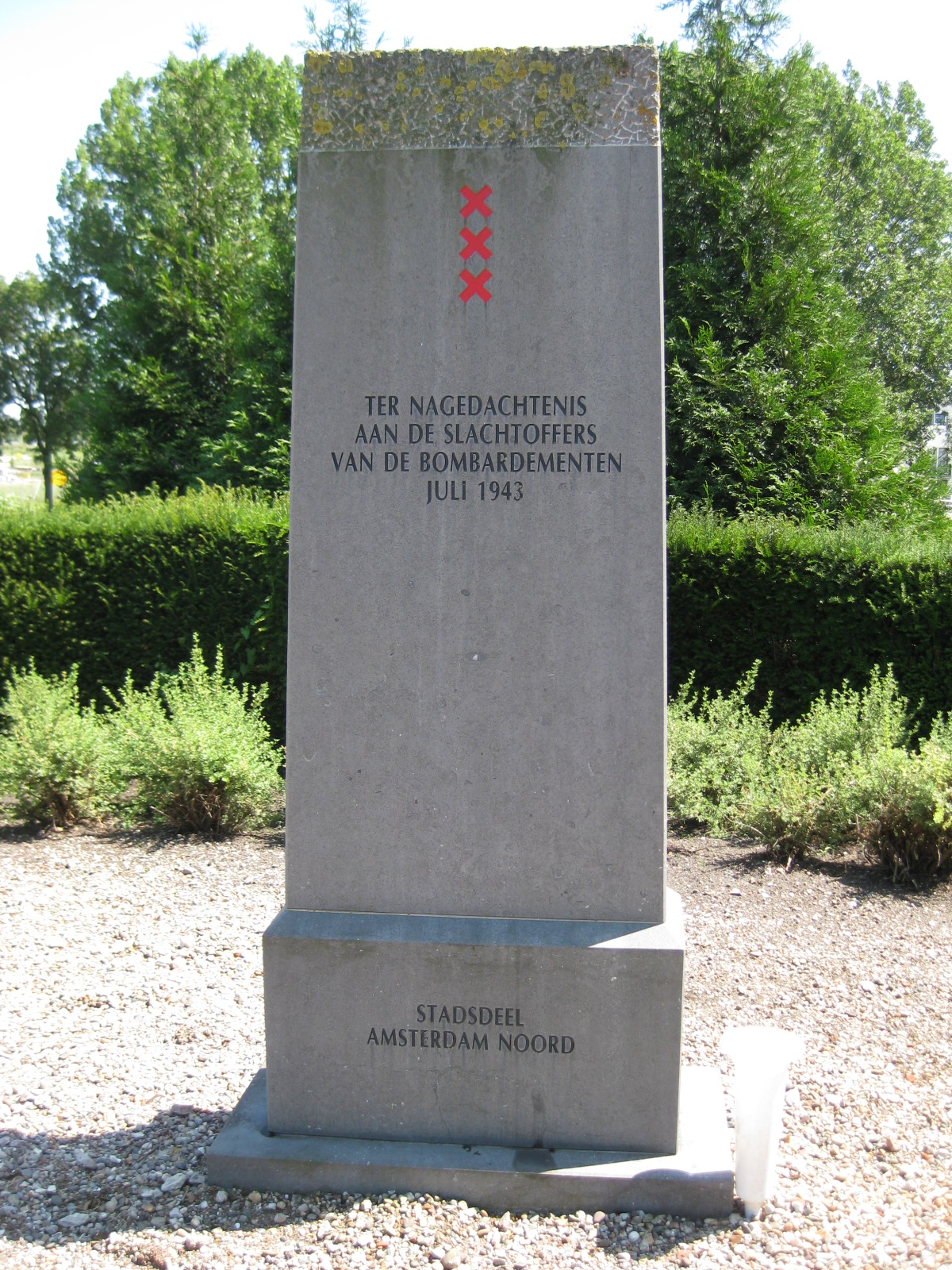
Het Fokkermonument op De Nieuwe Noorder

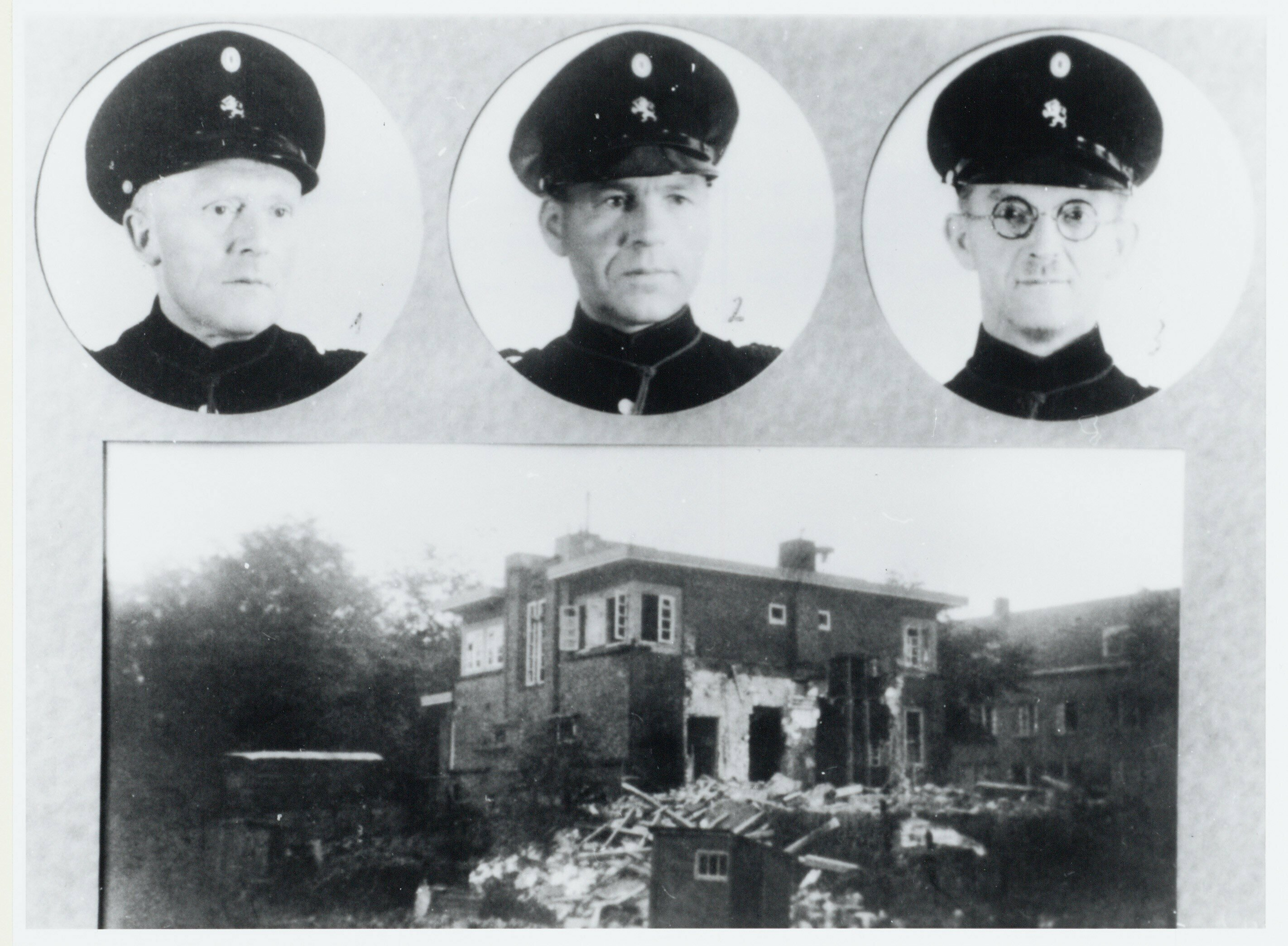
Het, op 17 juli 1943, gebombardeerde politiebureau nummer 13, Adelaarsweg 66 met afbeelding van de drie omgekomen agenten: Dirk Tigchelaar, Roelof Luns en Gerrit Egbert Sempel.

De geallieerde bombardementen op Amsterdam-Noord vonden plaats in juli 1943 gedurende de Tweede Wereldoorlog. De drie aanvallen waren gericht op de vliegtuigfabrieken van Fokker te Amsterdam, die waren ingeschakeld bij de Duitse oorlogsindustrie, en kostten in totaal meer dan 200 mensen het leven. Het betrof het zwaarste bombardement in Amsterdam tijdens de Tweede Wereldoorlog.

## Tijdsverloop
Driemaal in korte tijd was de Fokkerfabriek op de Papaverweg 31-33 in Amsterdam-Noord doelwit van geallieerde aanvallen:
zaterdag 17 juli 1943 — USAAF41 B-17 Flying Fortress-toestellen van het toen nog onervaren Amerikaanse achtste luchtleger in kwamen actie. Geen enkele bom raakte de beoogde Fokkerfabriek, ze kwamen op de omliggende woonwijken terecht, grotendeels in de Volewijck, met 158 doden en 119 zwaargewonden als gevolg. Van de honderden gewonden overleden velen later aan hun verwondingen.
zondag 25 juli 1943 — RAF10 Engelse Mitchell-bommenwerpers raakten de vliegtuigfabriek wél en legden het complex grotendeels in de as.
woensdag 28 juli 1943 — Vrije FransenFranse vliegers herhaalden het bombardement op de fabriek. Dit keer wordt de fabriek weer niet geraakt, maar komen opnieuw 17 burgers om.

## Gevolgen
De aanval van 17 juli 1943 is het zwaarste bombardement dat de stad Amsterdam in de Tweede Wereldoorlog te verduren kreeg en de totale ravage was enorm. Op de Fokkerfabriek waren kleine huizenblokken gebouwd, waardoor het doelwit was gecamoufleerd. Hierdoor leek de fabriek op een woonwijk, wat kon hebben bijgedragen bij het missen van de fabriek. Deze eerste geallieerde poging de Fokkerfabriek te vernietigen miste het doel goeddeels, de bommen kwamen vooral terecht op woonwijken, een klooster (Sint-Rosaklooster), kerken (Sint-Ritakerk en Gereformeerde Maranathakerk), en een meubel- en teerfabriek. Ook de St. Stephanuskerk aan de Kamperfoelieweg werd getroffen. Er werden 106 huizen vernietigd, 206 huizen zwaar beschadigd en 676 huizen liepen glas- en dakschade op. De ruim 200 doden waren vooral burgerslachtoffers. Omdat het een geallieerde aanval betrof is deze gebeurtenis altijd een gevoelig onderwerp geweest.
Anne Frank schreef over de aanval in haar dagboek op 19 juli 1943:

Zondag is Amsterdam‑Noord heel zwaar gebombardeerd. De verwoesting moet ontzettend zijn, hele straten liggen in puin. Je hoort van kinderen die verloren in de smeulende ruïnes naar hun dode ouders zoeken. Rillingen krijg ik als ik nog aan het doffe, dreunende gerommel in de verte denk.
— Het Achterhuis door Anne Frank

De volgende twee aanvallen kostten nog circa 20 burgers in Noord het leven en de uiteindelijke ravage van de drie aanvallen was enorm. Fokker kon de rest van de oorlog het vroegere productiepeil niet meer bereiken.

## Herdenking
Jaarlijks vindt op 17 juli een herdenking plaats op De Nieuwe Noorder. In 2003 is daar in opdracht van de stadsdeelraad een eenvoudig herinneringsmonument geplaatst. Het monument is geadopteerd door VO-school de Bredero Mavo. Jaarlijks krijgen de leerlingen les over de gebeurtenissen en leggen zij bloemen bij het monument.